# 昌明洋樓

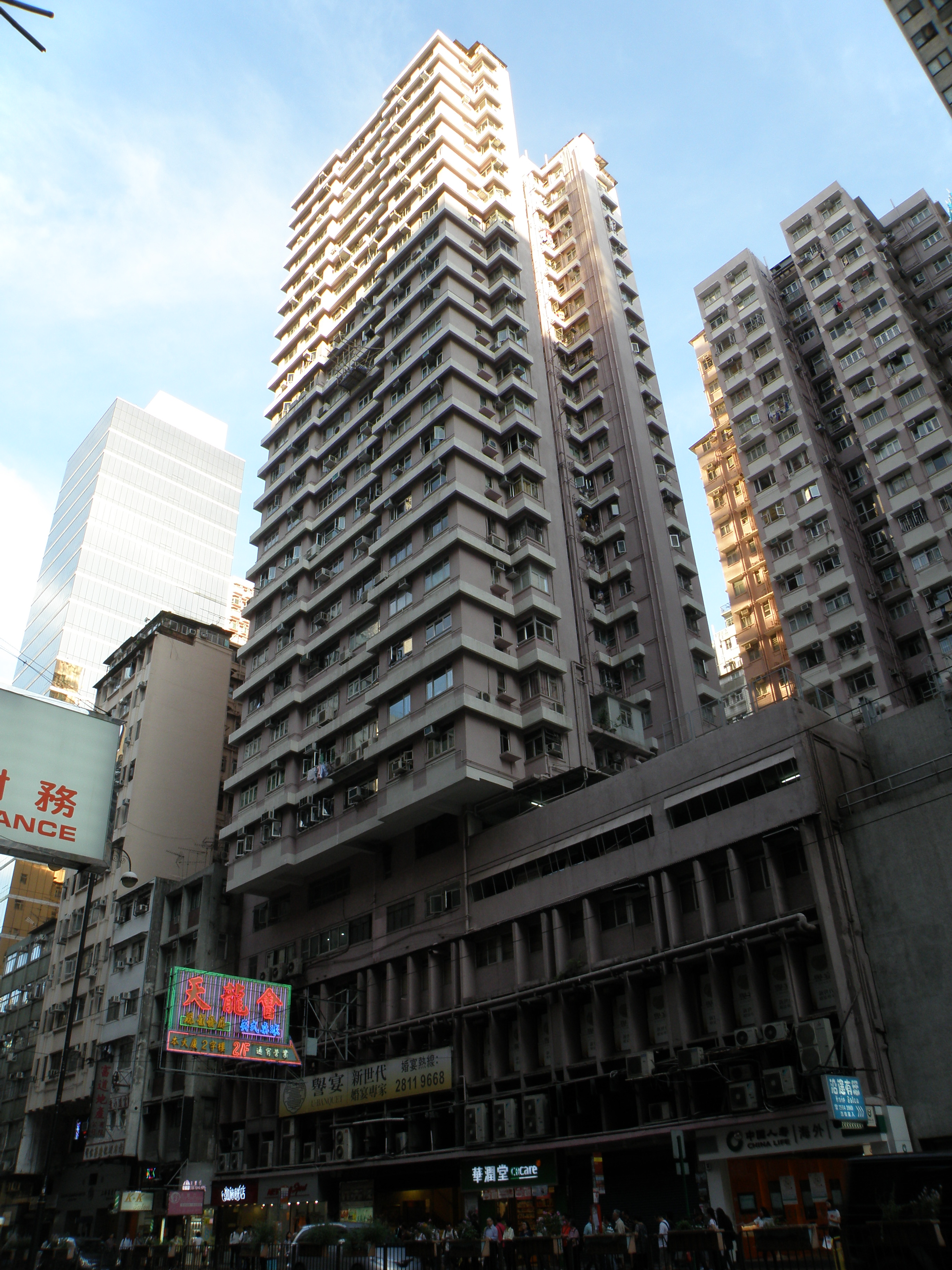
昌明洋樓外貌

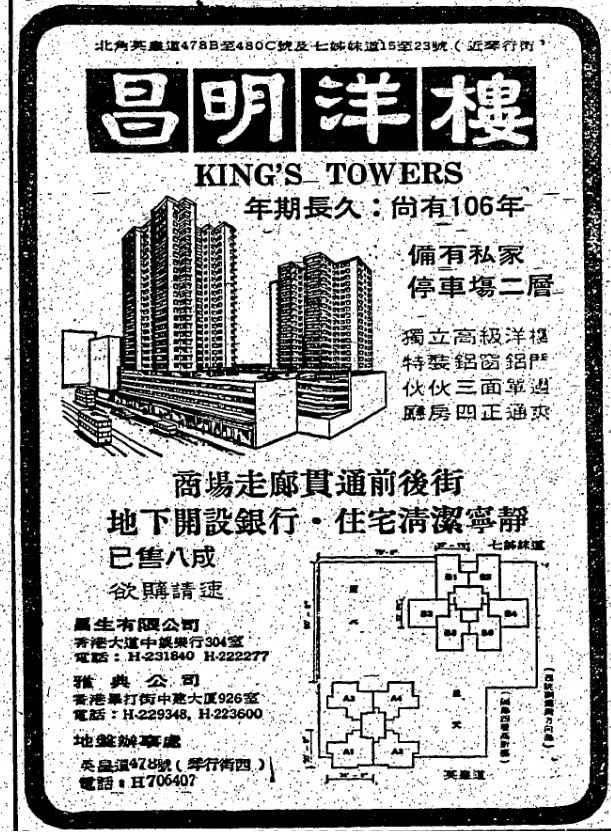
昌明洋樓首次發售時廣告

昌明洋樓（英語：King's Towers），是香港島一個舊樓私人屋苑住宅，位於北角英皇道480號及七姊妹道15-23A號，樓分兩幢A及B幢，21層及17層高，一層4伙及6伙，總共180伙，1974年12月入伙（51年樓齡）。 （页面存档备份，存于）因2013年升降機急墜事故而成名。在此意外中有1人危殆3人重傷 （页面存档备份，存于）而此洋樓基座有4層，1樓有一家已結業的中式酒樓譽宴及私家升降機。

## 鄰近
- 新光戲院
- 成坤廣場
- 新都城大廈
- 健威花園
- 丹拿花園
- 北角工業大廈
- 港濤軒

## 交通
港鐵
- █  港島綫、 █  將軍澳綫：北角站B出口

巴士
電車
北角碼頭巴士總站